# Marko Naberšnik
Marko Naberšnik, slovenski režiser in scenarist, * 12. april 1973, Maribor.

## Življenjepis
Naberšnik je v Mariboru končal srednjo tehnično šolo, se zatem vpisal na študij ekonomije in leta 1996 obiskal tečaj filmske režije na Newyorški filmski akademiji. Tam je posnel kratki igrani film The Beginning (Začetek), s katerim je opravil sprejemni izpit na Akademiji za gledališče, radio, film in televizijo Univerze v Ljubljani, kjer je leta 2002 diplomiral iz filmske in televizijske režije, leta 2010 pa končal še magisterij. Dela kot redni profesor na Oddelku za film in televizijo na AGRFT ter kot režiser igranih in dokumentarnih filmov ter televizijskih oddaj. Podpisal se je pod več kot 500 televizijskih oddaj, med katerimi so vidnejše Studio City, Viktorji (2004, 2005, 2008), As ti tud not padu?, Zmago Batina – Vzemi ali pusti, Na zdravje, Pod klobukom in številne druge. Njegov celovečerni prvenec Petelinji zajtrk je s 183.000 gledalci tretji najbolj gledan slovenski film vseh časov. Leta 2012 je izjemen uspeh doživel tudi njegov drugi celovečerni film Šanghaj. Na festivalu A kategorije v Montrealu (36th World Film Festival Montreal) je bil uvrščen med 17 filmov, ki so se predstavili v uradnem tekmovalnem programu. Selektorji festivala so dokončni izbor naredili po ogledu kar 3000 filmov. V najbolj prestižni sekciji je film Šanghaj prejel nagrado za najboljši scenarij. 
Tudi Šanghaj je bil pri slovenskih gledalcih deležen uspeha in kinematografsko predvajanje zaključil s 47. 695 gledalci (vir: Slovenski filmski center). Leta 2014 je Naberšnik končal svoj tretji celovečerni igrani projekt Gozdovi so še vedno zeleni (Die Wälder sind noch grün), s katerim se je ponovno uvrstil na festival A kategorije. Film so sprejeli v uradni tekmovalni program 17. mednarodnega filmskega festivala v Šanghaju Za uvrstitev v osrednji program festivala se je potegovalo 1099 filmov iz 112 držav, selektorji pa so jih izbrali le 17, med njimi tudi Naberšnikov film. Gozdovi so še vedno zeleni je nastal v koprodukciji med Slovenijo in Avstrijo z zasebnimi finančnimi sredstvi brez podpore javnih filmskih skladov. Imel je slovensko in avstrijsko kinematografsko  distribucijo. Prejel je pozitivne odzive kritikov, med drugim so ga dobro ocenili tudi v priznani ameriški publikaciji The Hollywood Reporter.

## Izbor del

### Režiser
- 2021/23 - Ja, Chef! (VOYO), igrana televizijska serija
- 2017 - Slovenija, Avstralija in jutri ves svet (PERFO), igrani celovečerni film
- 2012/23 - Firbcologi (RTV SLOVENIJA), serija otroških in mladinskih TV oddaj
- 2014 - Naš vsakdanji kruhek (PERFO, RTV SLOVENIJA), igrana televizijska nanizanka
- 2014 - Gozdovi so še vedno zeleni (ARTDELUXE, PERFO), igrani celovečerni film
- 2012 - Šanghaj (ARSMEDIA), igrani celovečerni film
- 2011 - Trdoglavci (POP TV), igrana televizijska serija
- 2009 - Hodnik (RTV SLOVENIJA), igrana televizijska drama
- 2009 - Skrivnost v sračjem gnezdu (RTV SLOVENIJA), igrana novoletna pravljica
- 2008 - Pravljica o poticah in sladicah (RTV SLOVENIJA), igrana novoletna pravljica
- 2007 - Petelinji zajtrk (ARSMEDIA), igrani celovečerni film
- 2004 - Izkušnja razlike (RTV SLO), dokumentarni film
- 2002 - Sorodne duše (AGRFT), kratka TV drama
- 2001 - Pavle (AGRFT), kratki igrani film
- 2000 - Z ljubeznijo (AGRFT), kratki igrani film
- 1999 - Deseti planet (AGRFT), kratki dokumentarni film

### Scenarist
- 2017 - Slovenija, Avstralija in jutri ves svet (PERFO), igrani celovečerni film
- 2014 - Gozdovi so še vedno zeleni (ARTDELUXE, PERFO), igrani celovečerni film
- 2012 - Šanghaj (ARSMEDIA), igrani celovečerni film
- 2007 - Petelinji Zajtrk (ARSMEDIA), igrani celovečerni film
- 2002 - Zlato srce (koscenarist, režiser: Klemen Dvornik, AGRFT), kratki igrani film

## Nagrade
- 2015 – Nagrada Viktor v kategoriji najboljša otroška in mladinska oddaja za televizijsko oddajo FIRBCOLOGI
- 2015 - Priznanje RTV Slovenija za nadpovprečne dosežke v letu 2014 za televizijsko oddajo FIRBCOLOGI
- 2013 - Nagrada za najboljši film na filmskem festivalu Central European Film Festival, Romunija (MECEFF 2013 - 3rd  Central European Film Festival) za celovečerni film Šanghaj
- 2013 - Nagrada za najboljši film na filmskem festivalu SEE a Pariz, Francija (SEE à Paris 2013 – 3.Festival des Cinemas du Sud Est Européen) za celovečerni film Šanghaj
- 2012 - Nagrada za najboljši scenarij na filmskem festivalu v Montrealu (36th World Film Festival Montreal - World Competition) za celovečerni film ŠANGHAJ
- 2010 - Nagrada Glazerjeva listina, osrednje priznanje mesta Maribor za dosežke v kulturi za celovečerni film PETELINJI ZAJTRK
- 2009 - Nagrada kritikov za najboljši film (4th Annual South East European Film Festival, Cinema Without Borders, Los Angeles) za celovečerni igrani film PETELINJI ZAJTRK
- 2009 - Nagrada Zlata ptica za dosežke na področju filma v letu 2008 za celovečerni film PETELINJI ZAJTRK
- 2007 - Nagrada Viktor za posebne dosežke za uspešno distribucijo celovečernega igranega filma PETELINJI ZAJTRK
- 2007 - Nagrada za najboljši scenarij na 10. festivalu slovenskega filma v Portorožu za celovečerni igrani film PETELINJI ZAJTRK
- 2007 - Nagrada za najboljšo režijo na 10. festivalu slovenskega filma v Portorožu za celovečerni igrani film PETELINJI ZAJTRK
- 2007 - Nagrada občinstva za najboljši celovečerni film po izboru gledalcev na 10. festivalu slovenskega filma v Portorožu za celovečerni igrani film PETELINJI ZAJTRK
- 2002 - Nagrada žirije na mednarodnem festivalu študentskega filma Etuda - International Film Festival Krakow (Poljska) za kratki igrani film PAVLE
- 2002 - Nagrada za najboljši študentski film na 5. festivalu slovenskega filma v Portorožu za kratki igrani film PAVLE
- 2001 - Univerzitetna Prešernova nagrada za kratki igrani film Z LJUBEZNIJO